# Sternotomis runsoriensis
Sternotomis runsoriensis är en skalbaggsart som beskrevs av Charles Joseph Gahan 1909. Sternotomis runsoriensis ingår i släktet Sternotomis och familjen långhorningar.
Artens utbredningsområde är Kenya. Inga underarter finns listade i Catalogue of Life.